# Gabriel Noga
Gabriel Rodrigues Noga, meglio noto come Gabriel Noga (Volta Redonda, 25 gennaio 2002), è un calciatore brasiliano, attaccante del Botev Plovdiv.

## Carriera

### Club
Cresciuto nel settore giovanile del Flamengo, ha esordito in prima squadra il 4 ottobre 2020, in occasione dell'incontro del Brasileirão vinto 3-1 contro l'Athl. Paranaense.
Il 6 aprile 2022 è passato in prestito all'Atl. Goianiense.

### Nazionale
Ha rappresentato le nazionali giovanili brasiliane Under-16 ed Under-17. Con quest'ultima, ha anche preso parte al campionato mondiale di categoria nel 2019, disputato in casa e che ha visto la vittoria dei verdeoro.

## Statistiche

### Presenze e reti nei club
Statistiche aggiornate al 19 maggio 2023.
| Stagione        | Squadra         | Campionato      | Campionato | Campionato | Coppe nazionali | Coppe nazionali | Coppe nazionali | Coppe continentali | Coppe continentali | Coppe continentali | Altre coppe | Altre coppe | Altre coppe | Totale | Totale |
| Stagione        | Squadra         | Comp            | Pres       | Reti       | Comp            | Pres            | Reti            | Comp               | Pres               | Reti               | Comp        | Pres        | Reti        | Pres   | Reti   |
| --------------- | --------------- | --------------- | ---------- | ---------- | --------------- | --------------- | --------------- | ------------------ | ------------------ | ------------------ | ----------- | ----------- | ----------- | ------ | ------ |
| 2020            | Flamengo        | A/RJ+A          | 0+2        | 0          | CB              | 1               | 0               | CL                 | 2                  | 0                  | SB+RS       | 0           | 0           | 5      | 0      |
| 2021            | Flamengo        | A/RJ+A          | 3+1        | 0          | CB              | 1               | 0               | CL                 | 0                  | 0                  | SB          | 0           | 0           | 5      | 0      |
| 2022            | Flamengo        | A/RJ            | 4          | 0          | CB              | 0               | 0               | CL                 | 0                  | 0                  | SB          | 0           | 0           | 4      | 0      |
| 2022            | Atl. Goianiense | A               | 1          | 0          | CB              | 1               | 0               | CS                 | 1                  | 1                  |             | -           | -           | 3      | 1      |
| 2022            | Bahia           | PD/BA+B         | 0          | 0          | CB              | 0               | 0               |                    | -                  | -                  |             | -           | -           | 0      | 0      |
| 2023            | Flamengo        | A/RJ+A          | 2+0        | 0          | CB              | 0               | 0               | CL                 | 0                  | 0                  |             | -           | -           | 2      | 0      |
| Totale carriera | Totale carriera | Totale carriera | 13         | 0          |                 | 3               | 0               |                    | 3                  | 1                  |             | 0           | 0           | 15     | 1      |

## Palmarès

### Club

#### Competizioni nazionali
- Campionato brasiliano: 1

Flamengo: 2020

#### Competizioni statali
- Campionato Carioca: 1

Flamengo: 2021